# 世界簡史
世界簡史是英国作家H·G·威尔斯撰寫的一本世界歷史著作。它于1922年由卡塞爾公司（倫敦）和麥克米蘭出版社（紐約）首次出版。在此之前，威尔斯於1919年出版了內容更豐富的著作《世界史纲》。
第一版大约有400页，有大约200幅插图以及21幅地图。它于1936年由企鹅出版集团再次出版，并于2006年由企鵝經典叢書重新出版。
这本书從地球和生命的起源開始说起，接著提到文明起源。該书歷史一直敘述至第一次世界大战、1921–22年俄罗斯饥荒和1922年的國際聯盟。
1934年，阿尔伯特·爱因斯坦向外界推薦这本歷史著作。

## 审查
《世界简史》的西班牙语译本由於一直敘述到20世纪30年代末的世界史，因此於1940年被弗朗西斯科·弗朗哥政府禁止出版。在1948年的两份报告中，西班牙當局列出了禁止该书出版的一系列理由。这些理由是，该书「显示了社会主义倾向，攻击天主教会，扭曲西班牙内战歷史」。因此《世界简史》直到1963年才在西班牙出版。